# (5011) Ptah
(5011) Ptah (6743 P-L) – planetoida z grupy Apolla okrążająca Słońce w ciągu 2 lat i 34 dni w średniej odległości 1,64 j.a. Została odkryta 24 września 1960 roku.